# Championnats d'Espagne de triathlon
Les championnats d'Espagne de triathlon ont lieu tous les ans, sur la distance olympique (1,5-40-10) depuis la première édition en 1989.

## Palmarès du championnat d'Espagne courte distance élite
| Année | Hommes                   | Hommes                   | Hommes                    | Femmes                | Femmes                     | Femmes                   |  |
| ----- | ------------------------ | ------------------------ | ------------------------- | --------------------- | -------------------------- | ------------------------ |  |
| Année | 1989                     | Carlos Santamaría        |                           |                       |                            |                          |  |
| 1990  | Francisco Godoy          |                          |                           |                       |                            |                          |  |
| 1991  | Francisco Godoy          |                          |                           |                       |                            |                          |  |
| 1992  | Francisco Godoy          | Marcos Barrantes         | Eduardo Burguete          | Catherine Davies      | Dina Bilbao                | Virginia Berasategui     |  |
| 1993  | Francisco Godoy          | Jorge Puebla             | Borja Osés                | Catherine Davies      | Laura Luetich              | Virginia Berasategui     |  |
| 1994  | Borja Osés               | Francisco Godoy          | Marcos Barrantes          | Virginia Berasategui  | Luisa Gómez                | Nerea Martínez Urruzola  |  |
| 1995  | José Miguel Barbany      | Xavier Llobet            | Ferrán Avilés             | Maribel Blanco        | Marisa Gómez               | Nerea Martínez Urruzola  |  |
| 1996  | Xavier Llobet            |                          |                           | Virginia Berasategui  |                            |                          |  |
| 1997  |                          |                          |                           | Maribel Blanco        | Virginia Berasategui       |                          |  |
| 1998  | Eneko Llanos             | Clemente Alonso McKernan | Hektor Llanos             | Maribel Blanco        | Virginia Berasategui       | Clara Arribas            |  |
| 1999  | Hektor Llanos            | Eneko Llanos             | Iván Raña                 | Maribel Blanco        | Teresa Freixa Cos          | Maria Bravo Zuñiga       |  |
| 2000  | José María Merchán       | Hektor Llanos            | Xavier Llobet             | Ana Burgos            | Pilar Hidalgo              | Nuria Padrisa Rovira     |  |
| 2001  | Iván Raña                | José María Merchán       | Eneko Llanos              | Virginia Berasategui  | Maribel Blanco             | Ana Burgos               |  |
| 2002  | Iván Raña                | José María Merchán       | Hektor Llanos             | Ana Burgos            | Pilar Hidalgo              | Virginia Berasategui     |  |
| 2003  | Eneko Llanos             | Iván Raña                | Javier Gómez              | Pilar Hidalgo         | Nuria Padrisa Rovira       | Marta Jiménez Jiménez    |  |
| 2004  | Iván Raña                | Javier Gómez             | Clemente Alonso McKernan  | Pilar Hidalgo         | Ana Burgos                 | Ainhoa Murúa             |  |
| 2005  | Carles Gil Sojo          | Clemente Alonso McKernan | José María Merchán        | Ana Burgos            | Ainhoa Murúa               | Marina Damlaimcourt      |  |
| 2006  | Javier Gómez             | Iván Raña                | José Manuel Tovar         | Ana Burgos            | Ainhoa Murúa               | Soraya Pérez Ortiz       |  |
| 2007  | Iván Raña                | Eneko Llanos             | Ramón Ejeda Medina        | Ainhoa Murúa          | Virginia Berasategui       | Pilar Hidalgo            |  |
| 2008  | José Manuel Tovar        | Iván Raña                | Isaac López Carrion       | Marina Damlaimcourt   | Ainhoa Murúa               | Ana Burgos               |  |
| 2009  | Javier Gómez             | José Manuel Tovar        | Eneko Llanos              | Eva Ledesma Calvet    | Zuriñe Rodríguez           | Neus Cayla               |  |
| 2010  | Javier Gómez             | Anton Ruanova            | Pedro Miguel Reig         | Ainhoa Murúa          | Ana Burgos                 | Zuriñe Rodríguez         |  |
| 2011  | Javier Gómez             | Jésus Gomar              | Jorge Naranjo Vichot      | Ainhoa Murúa          | Maria Pujol                | Stéphanie Dominguez      |  |
| 2012  | Fernando Alarza          | Iván Raña                | Uxío Abuín Ares           | Ainhoa Murúa          | Carolina Routier           | Aida Valiño              |  |
| 2013  | Jésus Gomar              | Anton Ruanova            | David Castro Fajardo      | Ainhoa Murúa          | Carolina Routier           | Marta Jiménez Jiménez    |  |
| 2014  | Uxío Abuín Ares          | Pablo Dapena González    | Antonio Benito López      | Miriam Casillas Gómez | Tamara Gómez Garrido       | Sara Bonilla Bernardez   |  |
| 2015  | Nan Oliveras i Font      | David Castro Fajardo     | Uxío Abuín Ares           | Tamara Gómez Garrido  | Anna Godoy Contreras       | Anna Flaquer             |  |
| 2016  | Fernando Alarza          | David Castro Fajardo     | Pablo Dapena González     | Miriam Casillas Gómez | Anna Godoy Contreras       | Sara Pérez Sala          |  |
| 2017  | Francesc Godoy Contreras | Pablo Dapena González    | Ricardo Hernandez Marrero | Sara Pérez Sala       | Sara Bonilla Bernardez     | Marta Sanchez            |  |
| 2018  | Roberto Sanchez Mantecon | Uxío Abuín Ares          | Ignacio González García   | Xisca Tous            | Cecilia Santamaria Surroca | Ana Mariblanca Juanas    |  |
| 2019  | Javier Lluch Perez       | Genis Grau               | Francesc Godoy Contreras  | Tamara Gómez Garrido  | Xisca Tous                 | Camila Alonso Aradas     |  |
| 2020  | Alberto González García  | Angel Sanchez Carreras   | Kevin Viñuela             | Paula Herrero Aguirre | Irene Loizate Sarrionandia | María Varo Zubiri        |  |
| 2021  | David Castro Fajardo     | Angel Sanchez Carreras   | Jordi Garcia Gràcia       | Xisca Tous            | Marta Pintanel Raymundo    | Natalia Hidalgo Martínez |  |
| 2022  | David Castro Fajardo     | Jordi Garcia Gràcia      | Kevin Viñuela             | Sara Guerrero Manso   | Cecilia Santamaria Surroca | Paula Herrero Aguirre    |  |
| 2023  | David Castro Fajardo     | Esteban Basanta Fouz     | Antonio Serrat Seoane     | María Casals Mojica   | Iratxe Arenal Arribas      | Natalia Castro Santos    |  |
| 2024  | Pelayo González Turrez   | Vicente Hernández        | Esteban Basanta Fouz      | Sara Guerrero Manso   | Maria Casals Mojica        | María Jiménez-Orta       |  |